# The Bitch Who Stole Christmas
The Bitch Who Stole Christmas (estilizado como The B**** Who Stole Christmas) es una película de comedia navideña con temática drag de 2021 protagonizada por RuPaul y veinte concursantes de RuPaul's Drag Race, entre otras celebridades. La película, que se emitió en VH1 el 2 de diciembre de 2021, es producida por MTV Entertainment Studios y World of Wonder. Fue dirigida por Don Scardino y escrita por Connor Wright y Christina Friel.

## Trama
La descripción oficial de la película dice: "En la película navideña más drag jamás realizada, una periodista de moda adicta al trabajo de una gran ciudad es enviada a un pequeño pueblo obsesionado con la Navidad para desenterrar una historia cuando se encuentra en medio de amas de casa despiadadas, una competencia de "winter ball" de alto riesgo y un complot siniestro que podría destruir la Navidad para siempre".

## Reparto
- Krysta Rodriguez como Olivia St. LaPelle
- Andy Ridings como Big Russ
- Anna Maria Horsford como Alcaldesa Coont
- RuPaul como Hannah Contour
- Michelle Visage como la Narradora/Ella misma
- Peppermint como Bea Eeep
- Brooke Lynn Hytes como Kitty Myua
- Ginger Minj como Hazel Delashes
- Jan Sport como Jane McBeige
- Jaymes Mansfield como Delia Von Whitewoman
- Victoria "Porkchop" Parker como Bertram
- Latrice Royale como El Espíritu de la Navidad
- Carson Kressley como Kreston Carsley
- Ross Mathews como Matt Rothews
- David Koechner como Mr. E
- Kim Petras como Ella misma
- Charo como Ella misma
- Morgan McMichaels como Lanette
- Tia Shipman como Joven Hannah Contour de 1997
- Emilene Bell como Olivia St. LaPelle joven
- Heidi N Closet como Gorge Intern
- Gottmik as Tristian
- Raven como Chica de compras
- Ian Delaney como Padre
- Manila Luzon como Madre
- Mayhem Miller como Conductor de autobús
- Nadya Ginsburg como la voz de  Barbara Walters
- Laganja Estranja como ella misma
- Rock M. Sakura como Juguetero
- Kelly Mantle as Madelyn/Mujer anhelante
- Sutton Schultz como Pequeño Lenny
- Chad Michaels como Cher
- Kylie Sonique Love como Dolly Parton
- Meiyee Apple Tam como Chica inteligente y molesta
- Paul Kreppel como Anciano malhumorado
- Joyce Greenleaf como Abuela
- Jackson Owens as Nieto
- Zack Cosby como Hombre romántico
- Samantha Perez como Doble de acción de Hazel
- Nikkilette Wright como Doble de acción de la alcaldesa
- Nick Braga como Marido bailando #1
- Montay Romero como Marido bailando #2
- Brandon Mathis como Marido bailando #3
- Mackenzie Green como Marido bailando #4
- Grant Gilmore como Marido bailando #5
- Ezra Sosa como Marido bailando #6
- Kimora Blac como Pueblerino #1
- Nicola Graham como Pueblerino #2
- Pandora Boxx como Pueblerino #3
- Dominique Nicole Generaux como Pueblerino #4
- Bryan Carman como Pueblerino #5